# Michał Pałubski
Michał Pałubski (ur. 3 marca 1979 w Piotrkowie Trybunalskim) – polski aktor kabaretowy i stand-uper, były członek krakowskiej Formacji Chatelet.

## Życiorys
Współtwórca kabaretu Nie My. Po ukończeniu liceum został aktorem Teatru im. Adama Mickiewicza w Częstochowie, m.in. zagrał tytułową rolę w spektaklu Pan Tadeusz (reż. Adam Hanuszkiewicz) i wystąpił w komedii Rewizor. Po czterech sezonach odszedł z teatru.
W 1996–2019 był członkiem kabaretowej Formacji Chatelet, w którym wykreował m.in. postać „Buby”. Jest jednym z pomysłodawców przeglądu kabaretowego Trybunały Kabaretowe w Piotrkowie Trybunalskim. W 2017 wraz z pisarzem Jakubem Ćwiekiem i mistrzem BJJ Maciejem Linke rozpoczął stand-upowy projekt „Michał Pałubski i Brothells”.

## Życie prywatne
Syn Ewy Juszko-Pałubskiej.